# 海文·杰克莫伊
海文·杰克莫伊（Hyvin Kiyeng Jepkemoi，1992年1月13日—）是一名肯尼亚卡倫金人障碍赛女子运动员，她赢得2011年全非运动会3000米障碍赛金牌、2012年非洲田径锦标赛铜牌，以及2015年世界田径锦标赛3000米障碍赛金牌（9:19.11）。
她的个人最佳成绩是9分15.08秒，位列全球第19位。